# Otis Elevator Company
Otis Elevator Company es el principal fabricante de sistemas de ascensores y escaleras mecánicas.
La empresa fue fundada en Yonkers, Nueva York, Estados Unidos en 1853 por Elisha Graves Otis. La compañía fue pionera en el desarrollo de un sistema de seguridad para ascensores inventado por Otis, que utiliza un mecanismo para detener el carro del ascensor en su sitio si fallan los cables o las poleas (o polipasto). Los desarrollos realizados por Otis permitieron la construcción de rascacielos provistos de sistemas de elevadores seguros.
Otis ha instalado ascensores en varias de las edificaciones más famosas como la Torre Eiffel, el Empire State, el World Trade Center, The Twilight Zone Tower of Terror, Las torres Petronas, la Torre CN, la Torre Skylon y el Burj Khalifa.
En el ámbito comercial en España, Otis ha trabajado para las principales cadenas hoteleras, además de poner ascensores en la Torre Mapfre (Barcelona) o la Torre Picasso y la Torre Cepsa en Madrid. También pone ascensores en los grandes almacenes de El Corte Inglés. 
En Venezuela se encargó de los ascensores del complejo Parque Central y de la línea 1 del Metro de Caracas desde Propatria hasta Chacaíto. 
Estadísticamente, Otis es la compañía de su rubro más popular del mundo. Se estima que la población total del mundo viaja en Ascensor y Escalera Mecánica de Otis cada tres días. Según United Technologies, los elevadores Otis cargan el equivalente del peso total de toda la población del mundo cada nueve días.
Otis fue adquirida por United Technologies en 1976. La sede de la compañía se encuentra en Farmington, Connecticut.